# Салонна музика
Салонна музика — твори композиторів-епігонів класичного й романтичного напрямків, розраховані на успіх (зазвичай поверховий) у слухачів аристократичних салонів XIX століття.

## Характерні риси салонної музики
- Блискуча, елегантна фактура.
- Зовнішні віртуозні ефекти.
- Чутлива мелодика.
- Солодощаво-милозвучна гармонія.

Лірична програмність, властива салонній музиці, звернена до «загальних місць» поезії сентиментально-романтичного напрямку.
В цілому салонна музика відрізняється нетворчим ставленням до професійної традиції, несправжністю художньої виразності, коли, за словами Р. Шумана, «все тільки штучно підігріто, тільки кокетливо, тільки вивчено».

## Відомі автори
- Марія Тереса Карреньо
- Фридерик Шопен
- Сесіль Шамінад
- Еммануель Шабріє
- Моріц Мошковський
- Ігнац Мошелес
- Фанні Мендельсон
- Жуль Массне
- Густав Ланґе
- Франческо Паоло Тості
- Сигізмунд Тальберг
- Марія Шимановська
- Анрі Герц[en]
- Антон Гальм[de]